# Наубахт
Наубахт Ахвази аль-Фариси (перс. نوبخت اهوازى‎; ум. ок. 777) — персидский астролог при багдадском халифе аль-Мансуре. Его имя Наубахт («новое счастье»), вероятно связано с принятием им ислама.

## Биография
Наубахт был астрологом и переводчиком при дворе последних омейядских халифов. С утверждением аббасидской династии сблизился с халифом аль-Мансуром и за свою верность Аббасидам получил от последнего в ленное владение 2 тысячи джарибов земли в аль-Хувайзе.
Во время правления халифа аль-Мансура выросла известность Наубахта и его влияние при дворе. В 762 году вместе с халифом и Машаллахом руководил измерениями при основании Багдада. Сообщают, что именно Наубахт, будучи придворным астрологом, по положению звезд и светил вычислил час начала строительства города.. Тогда же Наубахт под дружеским давлением халифа аль-Мансура принял ислам.
Из его трудов известен его трактат по астрологии «Книга о приговорах [звёзд]».
Прожил более ста лет. После смерти Наубахта место придворного астролога и переводчика занял его сын аль-Фадль, проживший около 80 лет, переживший семь халифов и умерший в 818 при халифе аль-Мамуне.
Наубахт основал один из многочисленных персидских родов — Наубахти. Члены династии были известными учёными и государственными деятелями внесших свою лепту в создание мусульманской цивилизации, в частности в области точных наук, философии и догматики (аль-Фадль, аль-Хасан ибн Сахл, Абдуллах ибн Сахл, аль-Хасан ибн Муса и др.).